# HC Gilze-Rijen
HC Gilze-Rijen is een Nederlandse hockeyclub uit de Noord-Brabantse plaats Rijen.
De club werd opgericht op 25 mei 1979 en speelt op Sportpark Vijf Eiken waar ook een voetbal- (VV Rijen) en tennisvereniging zijn gevestigd. Het eerste herenteam komt in het seizoen 2012/13 uit in de Derde klasse en het eerste damesteam komt uit in de Vierde klasse van de KNHB.